# 1936 à Paris
 Chronologie de l'histoire de Paris
- 1932
- 1933
- 1934
- 1935
- 1936
- 1937
- 1938
- 1939
- 1940

Cette page concerne l'année 1936 du calendrier grégorien.

## Chronologie

### Septembre 1936
- 9 septembre : Le protocole français prévoyant l’indépendance de la Syrie dans un délai de trois ans est signé à Paris : ce sont les accords Viénot